# Cleo Laine
Cleo Laine   (Southall, 28 d'octubre de 1927 - Milton Keynes, 24 de juliol de 2025) va ser una cantant i actriu anglesa de jazz i pop, coneguda pel seu cant scat i pel seu rang vocal. Tot i que la seva gamma natural era la d'una contralt, era capaç de produir una G per sobre de C elevada, donant-li una brúixola general de més de tres octaves. Laine va ser l'única intèrpret dona que va rebre nominacions als Grammy a les categories de jazz, popular i de música clàssica. Era vídua del compositor i músic de jazz John Dankworth.

## Adolescència
Laine va néixer Clementine Dinah Bullock a Uxbridge, Middlesex, de pares solters: Alexander Sylvan Campbell, un jamaicà negre que treballava com a jornaler de la construcció i regularment busked, i Minnie Bullock, una blanca Filla de pagès anglès de Swindon, Wiltshire. La família es movia constantment, però la major part de la infància de Laine la va passar a Southall. Va assistir a la "Board School" allà a "Featherstone Road" (més tard coneguda com a "Featherstone Primary School") i va ser enviada per la seva mare a classes de ball i ball a una edat primerenca. Va continuar assistint a la "Mellow Lane Senior School" a Hayes abans d'anar a treballar com a aprenenta de perruqueria, talladora de barrets, bibliotecària i a una botiga de penyores.
El 1946, amb el nom de Clementina Dinah Campbell, Laine es va casar amb George Langridge, un enrajolador, amb qui va tenir un fill, Stuart. La parella es va divorciar el 1957. No va ser fins al 1953, quan tenia 26 anys i va sol·licitar el passaport per a una propera gira per Alemanya, que Laine va descobrir el seu nom real de naixement perquè els seus pares no estaven casats en aquell moment i la seva mare la va registrar amb el seu propi nom.

## Carrera
Laine no va començar a cantar professionalment fins als vint anys. Les seves primeres influències com a cantant van ser Ella Fitzgerald, Sarah Vaughan, Judy Garland i Lena Horne. Va actuar amb èxit, a l'edat de 24 anys, per al petit grup de John Dankworth, els Dankworth Seven, i més tard la seva orquestra, amb la qual va actuar fins al 1958. Dankworth i Laine es van casar aquell any en secret a l'Oficina de registre de Hampstead. Els únics testimonis van ser l'amic de la parella, el pianista Ken Moule, i l'arranjador de Dankworth, David Lindup. La parella va tenir dos fills, tots dos músics d'èxit: Alec que viu als Estats Units i Jacqui, una cantant britànica que ha publicat diversos àlbums.
Va interpretar el paper principal en una nova obra teatral al "Royal Court Theatre" de Londres, llar de la nova onada de dramaturgs dels anys 50 com John Osborne i Harold Pinter. Això va donar lloc a altres representacions escèniques, com el musical Valmouth el 1959, l'obra A Time to Laugh (amb Robert Morley i Ruth Gordon) el 1962, Boots With Strawberry Jam (amb John Neville) el 1968 i, finalment, al seu paper de Julie La Verne a la producció de Wendy Toye de Show Boat a l'"Adelphi Theatre" de Londres el 1971. Show Boat va tenir la seva carrera més llarga fins ara en aquella temporada londinenca amb 910 representacions.
Durant aquest període, va tenir dos èxits discogràfics importants. "You're Answer to Me" va arribar al Top 10 britànic, mentre que Laine va ser "prima donna" a la producció del festival d'òpera/ballet de Kurt Weill The Seven Deadly Sins, dirigit i coreografiat per Kenneth MacMillan. El 1964 el seu àlbum de Shakespeare i All that Jazz amb Dankworth va ser ben rebut. Dankworth i Laine van fundar el "teatre Stables" el 1970 al que era l'antic bloc d'estables al recinte de casa seva. Va ser un èxit immediat, amb 47 concerts donats el primer any.
Les activitats internacionals de Laine van començar el 1972, amb una primera gira reeixida per Austràlia, on va publicar sis primers 100 discos al llarg dels anys setanta. Poc després, la seva carrera als Estats Units es va iniciar amb un concert al "Lincoln Center" de Nova York, seguit el 1973 per la primera de moltes aparicions al "Carnegie Hall". Aviat van seguir gires de costa a costa pels Estats Units i el Canadà, i amb elles una successió d'àlbums discogràfics i aparicions televisives, incloent The Muppet Show el 1977. Això va conduir, després de diverses nominacions, al seu primer premi Grammy, en reconeixement de la gravació en directe del seu concert de Carnegie de 1983. Ha continuat fent gires periòdicament, inclosa a Austràlia el 2005.
Ha col·laborat amb James Galway, Nigel Kennedy, Julian Lloyd Webber i John Williams. Altres enregistraments importants durant aquest temps eren àlbums duo amb Ray Charles (Porgy and Bess), així com Arnold Schönberg amb el seu Pierrot Lunaire, per la qual va rebre una nominació a el premi Grammy.
La relació de Laine amb el teatre musical va començar a Gran Bretanya i va continuar als Estats Units amb protagonitzada per actuacions de Sondheim i el seu A Little Night Music i d Franz Lehár The Merry Widow ("Michigan Opera"). El 1980 va protagonitzar Colette, un musical del seu marit. L'espectacle va començar al "teatre Stables" de Wavendon el 1979 i es va traslladar al "Comedy Theatre" de Londres el setembre de 1980. El 1985 va originar el paper de la princesa Puffer en el musical de Broadway The Mystery of Edwin Drood, pel qual va rebre una nominació al Tony. El 1989 va rebre l'aclamació de la crítica de Los Angeles per la seva interpretació de la bruixa a Into the Woods de Sondheim.
El maig de 1992, Laine va aparèixer amb Frank Sinatra durant una setmana de concerts al Royal Albert Hall de Londres.
A finals dels anys noranta, els concerts de Laine es van esgotar a tot el món, generalment recolzats per Dankworth amb la seva banda, orquestra o grup més petit. La seva banda habitual incloïa John Horler (piano), Alec Dankworth (baix), Allan Ganley (bateria) i Mark Nightingale (trombó).
L'autobiografia de Laine, Cleo, va ser publicada el setembre de 1994 per Simon & Schuster. El seu segon llibre, "You Can Sing If You Want To", va ser publicat per Victor Gollancz l'octubre de 1997. El 2000 va aparèixer com a vocalista Gwen a la pel·lícula The Last of the Blonde Bombshells. A la llista d'Honors de Cap d'Any de 1997, Laine es va convertir en "Dame Commander" i va ser nomenada "Dame Cleo Laine DBE". A la llista d'Honors de Cap d'Any del 2006, el seu marit va ser nomenat cavaller solter, convertint-se en Sir John Dankworth. Van ser una de les poques parelles on ambdues parelles ostentaven els seus títols per dret propi i l'única parella de jazz que es va reconèixer així.
Dankworth va morir el 6 de febrer de 2010, hores abans d'un concert previst al "teatre Stables" de Wavendon per celebrar el 40è aniversari del local. Portava diversos mesos malalt després d'una gira de concerts als Estats Units. Malgrat el seu dolor, Laine va actuar al concert del 40è aniversari, juntament amb la John Dankworth Big Band i diversos membres de la seva família, només anunciant la seva mort al final. La decisió de Laine d'actuar apareix a les portades de diaris de tot el món, inclosa una fotografia completa d'ella a la portada del "The Times".
Una setmana després de la mort de Dankworth, Laine va intervenir pel seu difunt marit i va aparèixer de nou en concert al Pinner al nord-oest de Londres. Laine va continuar actuant i donant entrevistes els mesos posteriors a la mort de Dankworth. Va aparèixer com a protagonista al festival "Music in the Garden" de Wavendon al juny i juliol de 2010. El març de 2010, es va publicar la col·laboració musical final de Laine i Dankworth en CD i per descarregar: Jazz Matters. L'enregistrament presentava la Dankworth Big Band tocant noves composicions escrites per Dankworth per a l'actuació de la parella als Proms del 2007 al Royal Albert Hall.
Laine és famosa no només pel seu estil interpretatiu, sinó també pel seu rang de gairebé quatre octaves i la seva adaptabilitat vocal. A més d'aconseguir notes greus i profundes, les notes superiors de Laine s'han convertit en la seva signatura. Tot i que la seva gamma natural és la d'una contralt, és capaç de produir una G per sobre de la màxima C. Derek Jewel del "Sunday Times" la va anomenar "simplement la millor cantant del món".

## Premis i distincions
- Oficial de l'Orde de l'Imperi Britànic, 1979
- Nominació al premi Grammy, millor vocalista de jazz femení, Smilin 'Through amb Dudley Moore, 1983
- Premi Grammy a la millor interpretació vocal de jazz, femení, 1986
- Premi Lifetime Achievement Award, indústria discogràfica nord-americana, 1991[9]
- Premi a la trajectòria vital, Worshipful Company of Musicians, 2002
- Premi d'Or, BBC Jazz Awards, 2008
- Premi BASCA Gold Badge, 2016[17]
- Becari honorari, Hughes Hall, Universitat de Cambridge
- Un carrer a Adelaida, al sud d'Austràlia, va rebre el seu nom.[18]
- Doctorats honoris causa: Berklee College of Music, Universitat de Cambridge, Universitat de York, Universitat Oberta, Universitat de Luton.